# روبن مونتيسينوس
روبن مونتيسينوس خيمينو (بالإسبانية: Rubén Montesinos Gimeno، ولد في 13 مايو 1974) لاعب تايكوندو إسباني، تخصص في وزن تحت 83 كغم وفي وزن تحت 84 كغم.
حصل على الميدالية الذهبية في بطولة العالم للتايكوندو عام 2005، وعلى الميدالية الذهبية في بطولة أوروبا للتايكوندو عام 2004.

## إنجازاته

### بطولة العالم للتايكوندو
- 1997 هونغ كونغ  هونغ كونغ:  ميدالية برونزية في وزن تحت 83 كغم.
- 1999 إدمنتون  كندا:  ميدالية برونزية في وزن تحت 84 كغم.
- 2001 جيجو-دو  كوريا الجنوبية:  ميدالية برونزية في وزن تحت 84 كغم.
- 2005 مدريد  إسبانيا:  ميدالية ذهبية في وزن تحت 84 كغم.

### بطولة أوروبا للتايكوندو
- 2000 باتراس  اليونان:  ميدالية فضية في وزن تحت 84 كغم.
- 2004 ليلهامر  النرويج:  ميدالية ذهبية في وزن تحت 84 كغم.

## روابط خارجية
- روبن مونتيسينوس على موقع TaekwondoData.com (الإنجليزية)